# Elise Beck

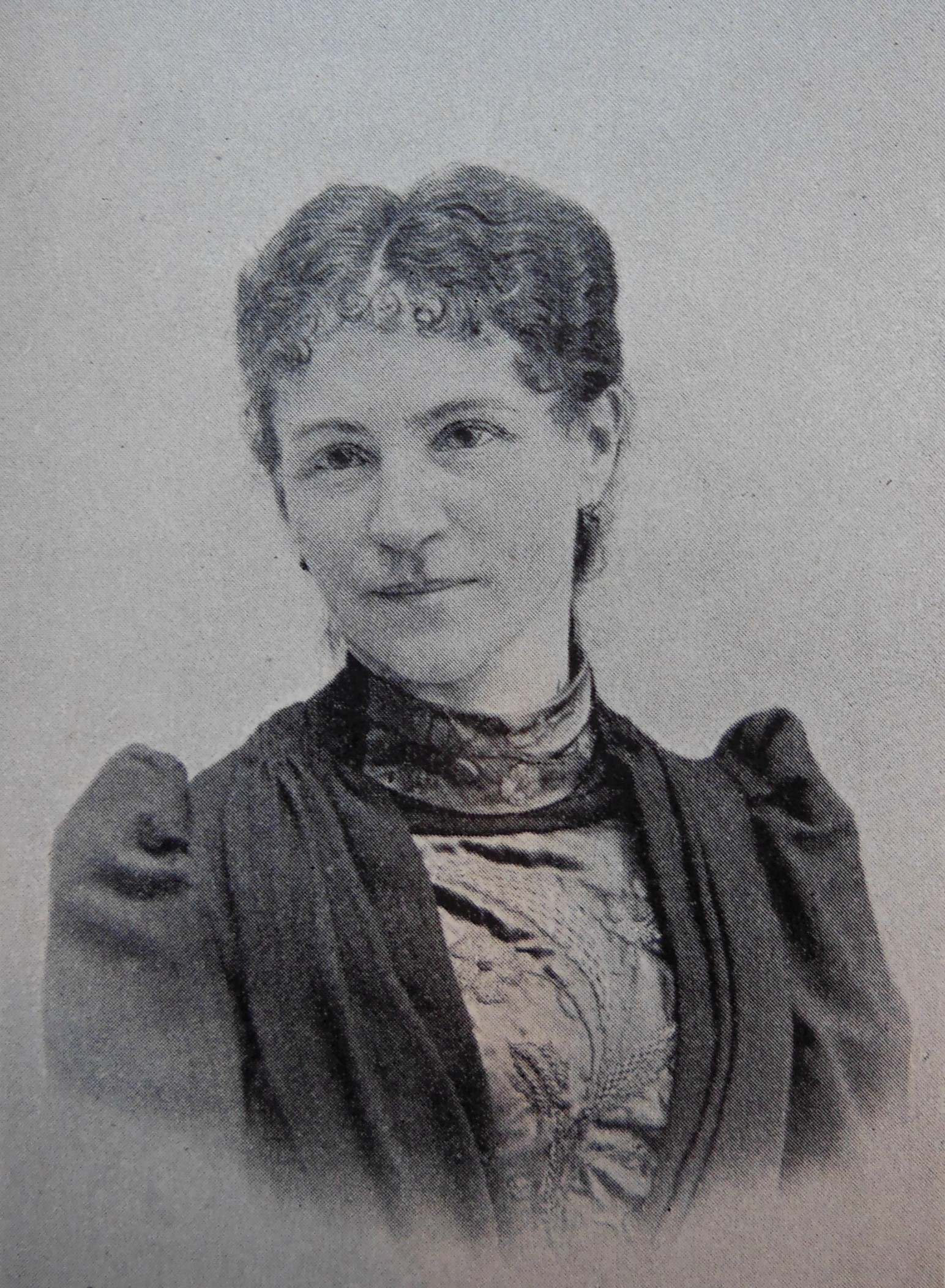
Elise Beck, um 1900

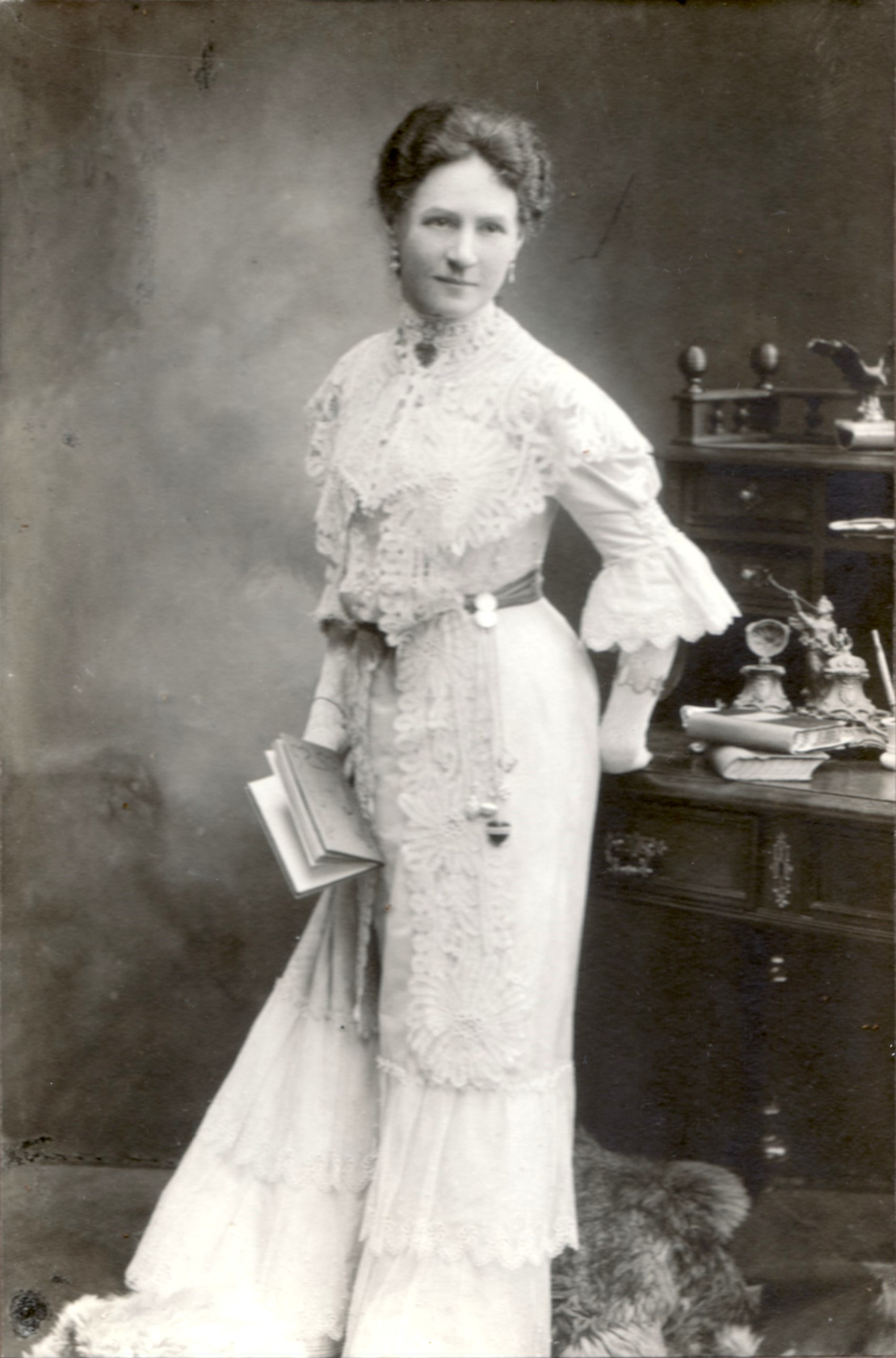
Elise Beck, um 1905

Elise Beck, geb. Hartmann, (* 25. Oktober 1855 in Ponholz; † 24. November 1912 in München) war eine deutsche Schriftstellerin, niederbayerische Heimatdichterin und Rezitatorin.

## Leben
Elise Hartmann kam als eine von fünf Töchtern des Brauerei- und Gutsbesitzers Alois Hartmann und seiner Frau Elisabeth, geb. Lecker (* 3. September 1833; † 22. Oktober 1904), in der Alten Post zu Ponholz bei Regensburg (heute Gemeinde Maxhütte-Haidhof) zur Welt. Ihr Vater verstarb am 14. Januar 1858 im Alter von nur 27 Jahren an „Abzehrung“. Nach der Neuverheiratung mit dem Ponholzer Privatier Joseph Kölz (* 20. Februar 1825; † 2. Mai 1878) musste die Familie das Gut verlassen und zog nach Stadtamhof. Elise besuchte die Klosterschule und lebte danach bei Verwandten in Niederbayern, wo sie mit dem Dialekt der „Gäubauern“ vertraut wurde. Es folgten ausgedehnte Reisen, unter anderem nach Philadelphia. Zurück in Deutschland heiratete sie in München 1885 den Redakteur, Schriftsteller und Rezitator Julius Beck (1852–1920) und lebte mit ihm und ihrem 1888 geborenen Sohn Julius Adolph in München, bis sie 1912 im Alter von 57 Jahren verstarb. Sogar eine französische Publikation berichtete von ihrem Tod. Ihr Grab befindet sich auf dem Münchner Ostfriedhof, Feld 81.

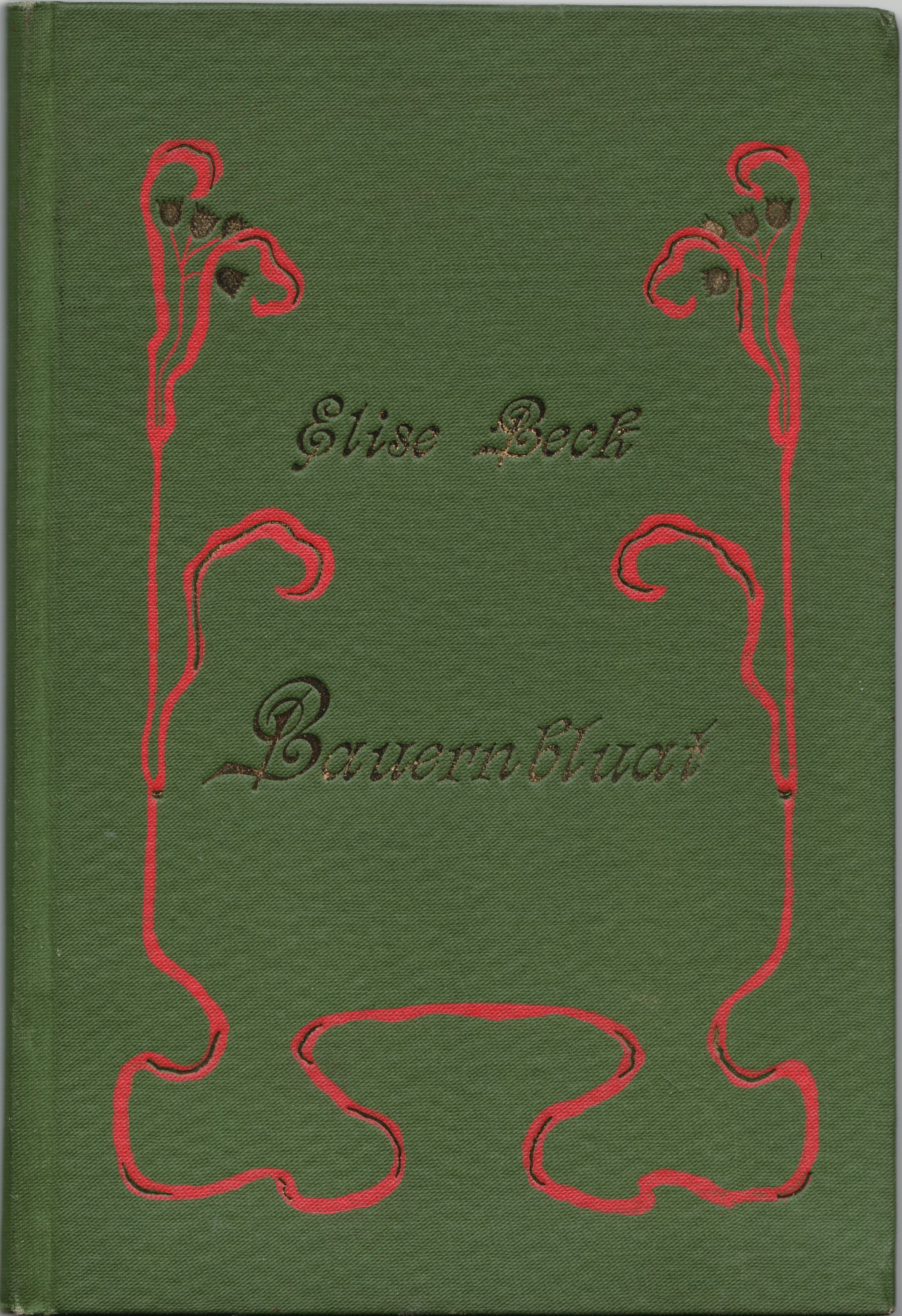
Titelseite der Erstausgabe

Elise Beck verfasste Jugendschriften, Fest- und Weihnachtsspiele und trat erstmals 1895 mit ihrem Gedichtband Aus der Hoamat als Dialektdichterin in der Nachfolge Kobells und Stielers hervor. Der Komponist Vinzenz Goller hat zwei ihrer Gedichte vertont. Sie pflegte freundschaftliche Kontakte mit anderen bayerischen Dialektdichtern wie Maximilian Schmidt, Aloys Dreyer, Fritz Druckseis, Wilhelm Dusch, Max Hofmann sowie August Ganther und Heinrich Hansjakob aus dem Schwarzwald. Ihre Vortragsabende erfreuten sich großer Popularität, wie zahlreiche Rezensionen dieser Art belegen: „So errang sich Frau Elise Beck durch den Vortrag einiger ihrer humorvollen, charakteristischen niederbayerischen Gedichte den stürmischsten Beifall.“ „Frau Elise Beck fand dieser Tage in Berlin mit ihren niederbayerischen Dialekt-Dichtungen eine geradezu enthusiastische Aufnahme.“ Gustav Adolf Müller bezeichnet sie gar als „die erste, grösste Dichterin Niederbayerns, — die Erforscher des bayerischen Volks- und Schrifttums können an ihr nicht mehr vorübergehen. Sie gibt nicht etwa gesuchte 'Pointen', sie gibt die ganze Volksseele.“ Der Nachruf ihres niederbayerischen Schriftstellerkollegen Aloys Dreyer urteilt kritischer: „Wie fast den meisten neueren Dialektdichtern ist der Autorin der Schlager am Schlusse des Gedichtes die Haupt- und die Milieuschilderung Nebensache. Daher finden sich in beiden Sammlungen viele versifizierte, ins Mundartliche übertragene Anekdoten. Der behagliche Humor, der darin waltet, täuscht über eine oft fühlbare Schwäche hinweg, über den Mangel an Naturwahrheit.“ Ein Vorwurf, der insofern etwas zu kurz greift, als Becks Texte die einer humoristischen Vortragskünstlerin waren, die ihre Erfolge in unmittelbarer Begegnung mit ihrem Publikum in Sälen wie dem Münchener Colosseum oder dem Leopold feierte.

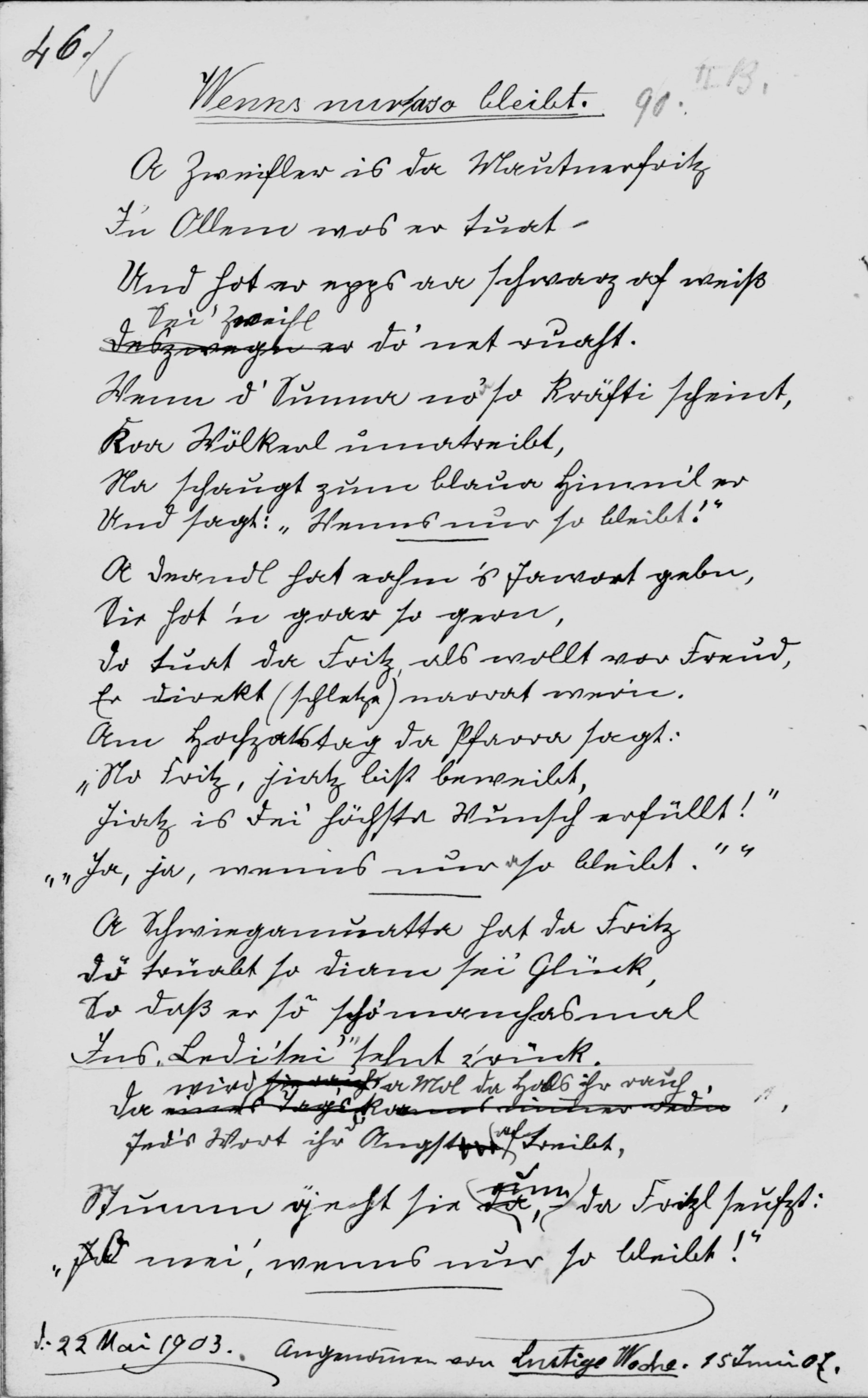
Originalhandschrift zu Bauernbluat

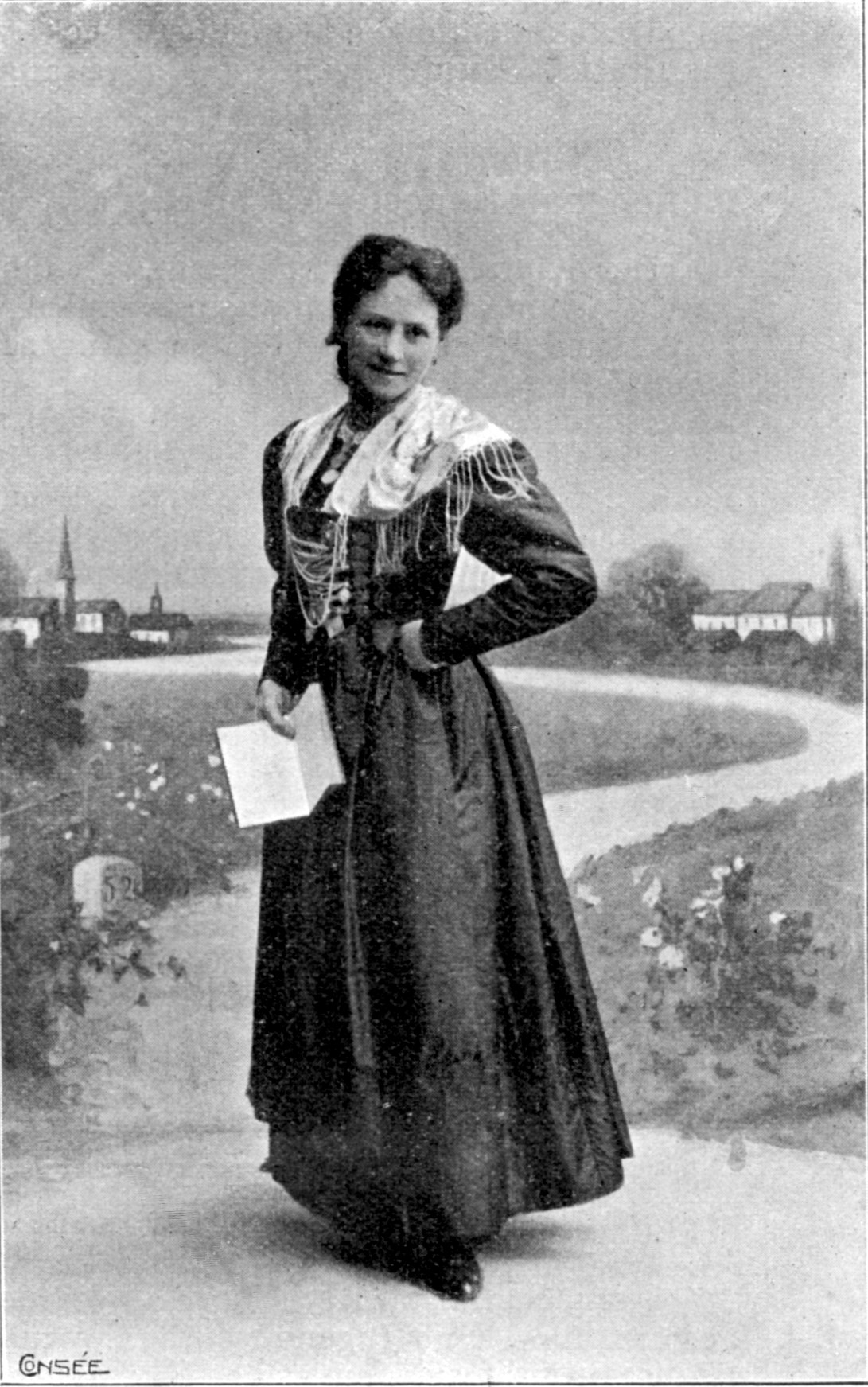
Elise Beck, um 1900

## Werke
- „Zur rechten Zeit. Eine Weihnachtsgeschichte“ in: Münchener Kindl. Ein litterarischer Almanach, 1890, S. 52–57
- Aus der Hoamat. Niederbayerische Gedichte. Fiedler, Leipzig 1895.
- Bauernbluat. Niederbayrische Gedichte. Finsterlin, München 1900.
- Im edlen Wettstreit. Festspiel. 1900.[12]
- Zur rechten Zeit. Weihnachtsspiel. 1901.[13]
- „Der Niederbayer in Sprüchen und Redensarten“[14]